# Bộ Văn hóa, Thể thao và Du lịch (Việt Nam)
Bộ Văn hóa, Thể thao và Du lịch là cơ quan của Chính phủ, thực hiện chức năng quản lý nhà nước về văn hóa, gia đình, thể dục, thể thao, du lịch và báo chí, xuất bản trong phạm vi cả nước; quản lý nhà nước các dịch vụ công trong các ngành, lĩnh vực thuộc phạm vi quản lý nhà nước của Bộ.

## Lịch sử

### Bộ Thông tin, Tuyên truyền
Bộ Thông tin, Tuyên truyền là một trong 12 bộ nội các đầu tiên được thành lập trong Chính phủ Cách mạng lâm thời Việt Nam Dân chủ Cộng hòa. Bộ trưởng đầu tiên là ông Trần Huy Liệu, đại diện cho Bộ ra mắt trước quốc dân tại Lễ Độc lập.

### Bộ Tuyên truyền và Cổ động
Ngày 1 tháng 1 năm 1946, Chính phủ Liên hiệp Lâm thời Việt Nam Dân chủ Cộng hòa được thành lập trên cơ sở cải tổ từ Chính phủ lâm thời (chỉ gồm các thành viên Việt Minh), có thêm một số thành viên của Việt Quốc, Việt Cách. Một Bộ mới được thành lập với tên gọi Bộ Tuyên truyền và Cổ động và ông Trần Huy Liệu vẫn tiếp tục giữ chức Bộ trưởng của Bộ này.

### Nha Tổng giám đốc Thông tin, Tuyên truyền
Ngày 2 tháng 3 năm 1946, Chính phủ Liên hiệp Kháng chiến Việt Nam Dân chủ Cộng hòa được thành lập dựa trên kết quả của kỳ họp thứ Nhất Quốc hội khóa I tại Hà Nội, là sự mở rộng thành phần nội các của Chính phủ liên hiệp lâm thời. Tuy vậy, Chính phủ Liên hiệp Kháng chiến không thành lập một bộ có chức năng như Bộ Tuyên truyền và Cổ động trước kia. Thay vào đó, ngày 13 tháng 5 năm 1946, Bộ trưởng Bộ Nội vụ Huỳnh Thúc Kháng ra Nghị định ấn định hệ thống tổ chức thông tin, tuyên truyền trong cả nước là Nha Tổng giám đốc Thông tin, Tuyên truyền, dưới quyền chỉ huy và kiểm soát trực tiếp của Bộ Nội vụ.. Ông Nguyễn Tấn Gi Trọng được cử làm Tổng giám đốc Nha.

### Nha Thông tin
Ngày 27 tháng 11 năm 1946, Chủ tịch nước Việt Nam Dân chủ Cộng hòa Hồ Chí Minh ra Sắc lệnh số 224/SL, đổi tên Nha Tổng giám đốc Thông tin, Tuyên truyền thành Nha Thông tin. Ông Nguyễn Tấn Gi Trọng vẫn được lưu nhiệm làm làm Giám đốc Nha.
Ngày 10 tháng 7 năm 1951, Chủ tịch Hồ Chí Minh ký Sắc lệnh số 36/SL, chuyển Nha Thông tin từ Bộ Nội vụ sang Thủ tướng phủ quản lý. Ông Trần Văn Giàu được bổ nhiệm làm Giám đốc Nha.

### Nha Tuyên truyền và Văn nghệ
Bảy tháng sau, ngày 24 tháng 2 năm 1952, Sắc lệnh số 83/SL đã sáp nhập Nha Thông tin thuộc Thủ tướng phủ và Vụ Văn học, nghệ thuật thuộc Bộ Giáo dục thành Nha Tuyên truyền và Văn nghệ thuộc Thủ tướng phủ. Tân Giám đốc Nha là ông Tố Hữu.

### Bộ Tuyên truyền
Sau Hiệp định Genève, 1954, để chuẩn bị cho việc tiếp quản miền Bắc, tháng 8 năm 1954, Hội đồng Chính phủ họp kỳ trung tuần tháng 8 năm 1954, và ra Thông cáo thành Bộ Tuyên truyền. Ông Hoàng Minh Giám được bổ nhiệm làm Bộ trưởng Bộ Tuyên truyền và ông Tố Hữu làm Thứ trưởng.

### Bộ Văn hóa (miền Bắc) và Bộ Thông tin - Văn hóa (miền Nam)
Ngày 20 tháng 9 năm 1955, Quốc hội nước Việt Nam Dân chủ Cộng hòa, tại kỳ họp thứ 5, đã thông qua việc đổi tên Bộ Tuyên truyền thành Bộ Văn hóa. Ông Hoàng Minh Giám tiếp tục được lưu nhiệm làm Bộ trưởng và giữ chức vụ này trong gần 22 năm.
Ngày 6 tháng 6 năm 1969, Bộ Thông tin - Văn hóa, một trong 8 bộ thuộc Nội các Chính phủ Cách mạng Lâm thời Cộng hòa miền Nam Việt Nam, được thành lập. GS, viện sĩ, nhạc sĩ Lưu Hữu Phước được bổ nhiệm làm Bộ trưởng.

### Bộ Văn hóa và Thông tin
Ngày 13 tháng 7 năm 1977, Ủy ban Thường vụ Quốc hội khóa VI ra Quyết định số 96 NQ/QHK6 phê chuẩn việc hợp nhất Tổng cục Thông tin và Bộ Văn hóa thành Bộ Văn hóa và Thông tin. Ông Nguyễn Văn Hiếu được bổ nhiệm làm Bộ trưởng.

### Bộ Văn hóa (lần 2)
Ngày 24 tháng 6 năm 1981, Quốc hội nước Cộng hòa Xã hội Chủ nghĩa Việt Nam khóa VII kỳ họp thứ Nhất từ ngày 24 tháng 6 đến 4 tháng 7 năm 1981 tách Bộ Văn hóa và Thông tin thành Bộ Văn hóa và Bộ Thông tin.. Ông Nguyễn Văn Hiếu tiếp tục được lưu nhiệm làm Bộ trưởng.

### Bộ Văn hóa - Thông tin - Thể thao và Du lịch
Ngày 31 tháng 3 năm 1990, Hội đồng Nhà nước Cộng hòa Xã hội Chủ nghĩa Việt Nam ra Nghị quyết số 244 NQ/NN thành lập Bộ Văn hóa - Thông tin - Thể thao và Du lịch, trên cơ sở sáp nhập Bộ Văn hóa, Bộ Thông tin, Tổng cục Thể dục Thể thao, Tổng cục Du lịch. Ông Trần Hoàn được bổ nhiệm làm Bộ trưởng.

### Bộ Văn hóa - Thông tin và Thể thao
Ngày 27 tháng 7 năm 1991, Quốc hội nước Cộng hòa Xã hội Chủ nghĩa Việt Nam khóa VIII, kỳ họp thứ 9 đổi thành Bộ Văn hóa - Thông tin và Thể thao.

### Bộ Văn hóa - Thông tin
Đến ngày 30 tháng 9 năm 1992, Quốc hội khóa IX, kỳ họp thứ Nhất lại quyết định đổi thành Bộ Văn hóa - Thông tin. Hai Tổng cục Thể dục Thể thao và Tổng cục Du lịch cũng được tái thành lập trực thuộc Chính phủ.

### Bộ Văn hóa, Thể thao và Du lịch
Ngày 31 tháng 7 năm 2007, Quốc hội khóa XII ra Nghị quyết quyết định thành lập Bộ Văn hóa, Thể thao và Du lịch trên cơ sở sáp nhập Ủy ban Thể dục Thể thao, Tổng cục Du lịch và mảng văn hóa của Bộ Văn hóa và Thông tin Việt Nam. Bộ trưởng đầu tiên là Hoàng Tuấn Anh.
Ngày 1 tháng 3 năm 2025, Bộ Văn hóa, Thể thao và Du lịch tiếp nhận chức năng, nhiệm vụ, tổ chức bộ máy quản lý nhà nước về báo chí, xuất bản, truyền thông từ Bộ Thông tin và Truyền thông, sau khi Bộ này giải thể.

## Lãnh đạo Bộ
- Bộ trưởng: Nguyễn Văn Hùng, Ủy viên Trung ương Đảng, Bí thư Đảng ủy Bộ
- Các Thứ trưởng:

1. Lê Hải Bình, Ủy viên dự khuyết Trung ương Đảng, Phó Bí thư Thường trực Đảng ủy Bộ, Thứ trưởng thường trực
2. Tạ Quang Đông [16]
3. Trịnh Thị Thủy
4. Hoàng Đạo Cương
5. Hồ An Phong [17]
6. Phan Tâm

## Cơ cấu tổ chức

### Khối tham mưu quản lý nhà nước[20]
- Văn phòng Bộ
- Vụ Tổ chức cán bộ
- Vụ Kế hoạch, Tài chính
- Vụ Pháp chế
- Vụ Khoa học công nghệ, Đào tạo và Môi trường
- Cục Di sản văn hóa
- Cục Nghệ thuật biểu diễn
- Cục Điện ảnh
- Cục Bản quyền tác giả
- Cục Văn hóa cơ sở, Gia đình và Thư viện
- Cục Hợp tác quốc tế
- Cục Mỹ thuật, Nhiếp ảnh và Triển lãm
- Cục Thể dục thể thao Việt Nam
- Cục Du lịch Quốc gia Việt Nam
- Cục Văn hóa các dân tộc Việt Nam
- Cục Báo chí
- Cục Phát thanh, truyền hình và thông tin điện tử
- Cục Xuất bản, In và Phát hành
- Cục Thông tin cơ sở và Thông tin Đối ngoại

### Tổ chức Đảng, Đoàn thể[21]
- Đảng ủy Bộ Văn hóa, Thể thao và Du lịch
- Đoàn TNCS Hồ Chí Minh Bộ Văn hóa, Thể thao và Du lịch
- Đảng uỷ khối cơ sở Bộ Văn hóa, Thể thao và Du lịch tại thành phố Hồ Chí Minh
- Đoàn TNCS Hồ Chí Minh khối Bộ Văn hóa, Thể thao và Du lịch tại thành phố Hồ Chí Minh

### Khối đơn vị sự nghiệp phục vụ quản lý nhà nước[22]
- Viện Văn hóa, Nghệ thuật, Thể thao và Du lịch Việt Nam
- Báo Văn hóa
- Tạp chí Văn hóa Nghệ thuật
- Trung tâm Chuyển đổi số Văn hóa, Thể thao và Du lịch
- Trường Cán bộ quản lý văn hoá, thể thao và du lịch

### Khối đơn vị khác[22]

#### Khối Viện
- Viện Phim Việt Nam
- Viện Bảo tồn di tích

#### Khác
- Trung tâm Văn hóa Việt Nam tại Pháp
- Thư viện Quốc gia Việt Nam
- Trung tâm Hỗ trợ sáng tác văn học nghệ thuật
- Trung tâm Triển lãm văn hóa nghệ thuật Việt Nam
- Trung tâm Văn hóa Việt Nam tại CHDCND Lào
- Nhà hát Lớn Hà Nội
- Trung tâm Chiếu phim Quốc gia
- Trung tâm Điện ảnh Văn hóa, Thể thao và Du lịch Việt Nam

#### Khối trường[23]

##### Khối đại học và học viện
- Trường Đại học Văn hóa Hà Nội
- Trường Đại học Văn hóa Thành phố Hồ Chí Minh
- Học viện Âm nhạc Quốc gia Việt Nam
- Học viện Âm nhạc Huế
- Nhạc viện Thành phố Hồ Chí Minh
- Trường Đại học Mỹ thuật Việt Nam
- Trường Đại học Mỹ thuật Thành phố Hồ Chí Minh
- Trường Đại học Sân khấu - Điện ảnh Hà Nội
- Trường Đại học Sân khấu - Điện ảnh Thành phố Hồ Chí Minh
- Trường Đại học Thể dục Thể thao Bắc Ninh
- Trường Đại học Thể dục Thể thao Đà Nẵng
- Trường Đại học Thể dục thể thao Thành phố Hồ Chí Minh
- Học viện Múa Việt Nam

##### Khối cao đẳng
- Trường Cao đẳng Văn hoá Nghệ thuật Tây Bắc
- Trường Cao đẳng Văn hoá Nghệ thuật Việt Bắc
- Trường Cao đẳng Mỹ thuật trang trí Đồng Nai
- Trường Cao đẳng Du lịch Hà Nội
- Trường Cao đẳng Du lịch Hải Phòng
- Trường Cao đẳng Du lịch Huế
- Trường Cao đẳng Du lịch Nha Trang
- Trường Cao đẳng Du lịch Đà Nẵng
- Trường Cao đẳng Du lịch Vũng Tàu
- Trường Cao đẳng Du lịch Đà Lạt
- Trường Cao đẳng Du lịch Cần Thơ

##### Khối trung cấp
- Trường Trung cấp Múa Thành phố Hồ Chí Minh
- Trường Trung cấp Nghệ thuật Xiếc và Tạp kỹ Việt Nam

### Khối nhà hát[24]
- Nhà hát Ca, Múa, Nhạc Việt Nam
- Nhà hát Sân khấu truyền thống Quốc gia Việt Nam
- Nhà hát Múa Rối Việt Nam
- Dàn nhạc giao hưởng Việt Nam
- Nhà hát Kịch Việt Nam
- Nhà hát Nhạc Vũ Kịch Việt Nam
- Nhà hát Nghệ thuật Đương đại Việt Nam
- Nhà hát Tuổi trẻ
- Liên đoàn Xiếc Việt Nam

### Khối bảo tàng[25]
- Bảo tàng Hồ Chí Minh
- Bảo tàng Lịch sử quốc gia
- Bảo tàng Mỹ thuật Việt Nam
- Bảo tàng Văn hoá các Dân tộc Việt Nam
- Khu Di tích Chủ tịch Hồ Chí Minh tại Phủ Chủ tịch

### Khối doanh nghiệp[26]

#### Các nhà xuất bản
- Công ty TNHH một thành viên Nhà Xuất bản Thế giới
- Công ty TNHH một thành viên Nhà Xuất bản Văn hoá dân tộc
- Công ty TNHH một thành viên Nhà Xuất bản Văn học
- Công ty TNHH một thành viên Nhà Xuất bản Thể thao và Du lịch

#### Các hãng phim
- Công ty Cổ phần Phim Giải Phóng
- Công ty Cổ phần Hãng phim Hoạt hình Việt Nam
- Công ty Cổ phần Đầu tư và Phát triển Phim truyện Việt Nam
- Công ty TNHH một thành viên Hãng phim Tài liệu và khoa học Trung ương

#### Doanh nghiệp khác
- Công ty Cổ phần Sách Việt Nam
- Công ty Cổ phần Trung tâm Hội chợ Triển lãm Việt Nam
- Công ty TNHH một thành viên XNK phát hành phim Việt Nam
- Công ty TNHH một thành viên Phát triển công nghệ và Truyền hình
- Công ty Cổ phần In và Văn hoá phẩm
- Công ty Cổ phần Xuất nhập khẩu ngành in (Prinmatexim)
- Công ty Cổ phần Mỹ thuật Trung ương
- Công ty Cổ phần Khách sạn Thắng Lợi
- Công ty TNHH một thành viên Xuất nhập khẩu Sách báo Việt Nam (XUNHASABA)
- Công ty Cổ phần Du lịch và Xúc tiến đầu tư
- Công ty TNHH một thành viên Đầu tư và Phát triển Làng Văn hóa - Du lịch các dân tộc Việt Nam
- Công ty Cổ phần Phát hành sách và văn hoá tổng hợp Quảng Ngãi
- Công ty TNHH một thành viên In Trần Phú
- Công ty Cổ phần Xuất nhập khẩu Vật tư thiết bị ngành in (Printexim)
- Công ty Cổ phần Xuất nhập khẩu và Phát triển văn hoá
- Công ty Cổ phần Du lịch Dịch vụ Dầu khí Việt Nam

## Lãnh đạo Bộ qua các thời kỳ

### Bộ trưởng qua các thời kỳ
| STT | Tên                 | Ngày sinh            | Ngày mất             | Từ                   | Đến                  | Thời gian tại nhiệm | Chức vụ                                                                                      | Ghi chú                                       |
| --- | ------------------- | -------------------- | -------------------- | -------------------- | -------------------- | ------------------- | -------------------------------------------------------------------------------------------- | --------------------------------------------- |
| 1   | Trần Huy Liệu       | 5 tháng 11 năm 1901  | 28 tháng 7 năm 1969  | 28 tháng 8 năm 1945  | 31 tháng 12, 1945    | 186 ngày            | Bộ trưởng Bộ Thông tin, Tuyên truyền                                                         |                                               |
| 1   | Trần Huy Liệu       | 5 tháng 11 năm 1901  | 28 tháng 7 năm 1969  | 1 tháng 1 năm 1946   | 2 tháng 3, 1946      | 186 ngày            | Bộ trưởng Bộ Tuyên truyền và cổ động                                                         |                                               |
| 2   | Nguyễn Tấn Gi Trọng | 14 tháng 5 năm 1913  | 6 tháng 12 năm 2006  | 13 tháng 5 năm 1946  | 26 tháng 11 năm 1946 | 5 năm, 57 ngày      | Tổng giám đốc Nha Tổng Giám đốc Thông tin, Tuyên truyền                                      |                                               |
| 2   | Nguyễn Tấn Gi Trọng | 14 tháng 5 năm 1913  | 6 tháng 12 năm 2006  | 27 tháng 11 năm 1946 | 9 tháng 7 năm 1951   | 5 năm, 57 ngày      | Tổng giám đốc Nha Thông tin                                                                  |                                               |
| 3   | Trần Văn Giàu       | 11 tháng 9 năm 1911  | 16 tháng 12 năm 2010 | 10 tháng 7 năm 1951  | 23 tháng 2 năm 1952  | 228 ngày            | Tổng giám đốc Nha Thông tin                                                                  |                                               |
| 4   | Tố Hữu              | 4 tháng 10 năm 1920  | 9 tháng 12 năm 2002  | 24 tháng 2, 1952     | 15 tháng 8 năm 1954  | 2 năm, 172 ngày     | Tổng giám đốc Nha Tuyên truyền và Văn nghệ                                                   |                                               |
| 5   | Hoàng Minh Giám     | 4 tháng 11 năm 1904  | 12 tháng 1 năm 1995  | 15 tháng 8 năm 1954  | 19 tháng 9 năm 1955  | 21 năm, 313 ngày    | Bộ trưởng Bộ Tuyên truyền                                                                    |                                               |
| 5   | Hoàng Minh Giám     | 4 tháng 11 năm 1904  | 12 tháng 1 năm 1995  | 20 tháng 9 năm 1955  | 23 tháng 6 năm 1976  | 21 năm, 313 ngày    | Bộ trưởng Bộ Văn hóa                                                                         |                                               |
| 5   | Lưu Hữu Phước       | 12 tháng 9 năm 1921  | 8 tháng 6 năm 1989   | 6 tháng 6 năm 1969   | 23 tháng 6 năm 1976  | 7 năm, 17 ngày      | Bộ trưởng Bộ Thông tin - Văn hóa của Chính phủ Cách mạng Lâm thời Cộng hòa miền Nam Việt Nam |                                               |
| 6   | Nguyễn Văn Hiếu     | 24 tháng 12 năm 1922 | 6 tháng 3 năm 1991   | 24 tháng 6 năm 1976  | 12 tháng 7 năm 1977  | 10 năm, 6 ngày      | Bộ trưởng Bộ Văn hóa                                                                         |                                               |
| 6   | Nguyễn Văn Hiếu     | 24 tháng 12 năm 1922 | 6 tháng 3 năm 1991   | 12 tháng 7 năm 1977  | 23 tháng 6 năm 1981  | 10 năm, 6 ngày      | Bộ trưởng Bộ Văn hóa và Thông tin                                                            |                                               |
| 6   | Nguyễn Văn Hiếu     | 24 tháng 12 năm 1922 | 6 tháng 3 năm 1991   | 23 tháng 6 năm 1981  | 30 tháng 6 năm 1986  | 10 năm, 6 ngày      | Bộ trưởng Bộ Văn hóa                                                                         |                                               |
| 7   | Trần Văn Phác       | 29 tháng 12 năm 1926 | 29 tháng 8 năm 2012  | 1 tháng 7 năm 1986   | 30 tháng 3 năm 1990  | 3 năm, 272 ngày     | Bộ trưởng Bộ Văn hóa                                                                         |                                               |
| 8   | Trần Hoàn           | 27 tháng 12 năm 1928 | 23 tháng 11 năm 2003 | 31 tháng 3 năm 1990  | 26 tháng 7 năm 1991  | 6 năm, 220 ngày     | Bộ trưởng Bộ Văn hóa - Thông tin - Thể thao và Du lịch                                       |                                               |
| 8   | Trần Hoàn           | 27 tháng 12 năm 1928 | 23 tháng 11 năm 2003 | 27 tháng 7 năm 1991  | 29 tháng 9 năm 1992  | 6 năm, 220 ngày     | Bộ trưởng Bộ Văn hóa - Thông tin và Thể thao                                                 |                                               |
| 8   | Trần Hoàn           | 27 tháng 12 năm 1928 | 23 tháng 11 năm 2003 | 30 tháng 9 năm 1992  | 6 tháng 11 năm 1996  | 6 năm, 220 ngày     | Bộ trưởng Bộ Văn hóa - Thông tin                                                             |                                               |
| 9   | Nguyễn Khoa Điềm    | 15 tháng 4 năm 1943  |                      | 7 tháng 11 năm 1996  | 27 tháng 6 năm 2001  | 4 năm, 233 ngày     | Bộ trưởng Bộ Văn hóa - Thông tin                                                             |                                               |
| 10  | Phạm Quang Nghị     | 2 tháng 9 năm 1949   |                      | 28 tháng 6 năm 2001  | 27 tháng 6 năm 2006  | 4 năm, 364 ngày     | Bộ trưởng Bộ Văn hóa - Thông tin                                                             | Nguyên Bí thư Thành ủy Hà Nội                 |
| 11  | Lê Doãn Hợp         | 22 tháng 2 năm 1951  |                      | 28 tháng 6 năm 2006  | 2 tháng 8 năm 2007   | 1 năm, 35 ngày      | Bộ trưởng Bộ Văn hóa - Thông tin                                                             | Nguyên Bộ trưởng Bộ Thông tin và Truyền thông |
| 12  | Hoàng Tuấn Anh      | 18 tháng 11 năm 1952 |                      | 2 tháng 8 năm 2007   | 8 tháng 4 năm 2016   | 8 năm, 250 ngày     | Bộ trưởng Bộ Văn hóa, Thể thao và Du lịch                                                    |                                               |
| 13  | Nguyễn Ngọc Thiện   | 27 tháng 3 năm 1959  |                      | 9 tháng 4 năm 2016   | 7 tháng 4 năm 2021   | 4 năm, 363 ngày     | Bộ trưởng Bộ Văn hóa, Thể thao và Du lịch                                                    |                                               |
| 14  | Nguyễn Văn Hùng     | 20 tháng 4 năm 1961  |                      | 8 tháng 4 năm 2021   | nay                  | 4 năm, 124 ngày     | Bộ trưởng Bộ Văn hóa, Thể thao và Du lịch                                                    |                                               |

### Thứ trưởng qua các thời kỳ
- Đoàn Văn Việt - nghỉ hưu từ ngày 01 tháng 12 năm 2023
- Lê Quang Tùng - chuyển công tác từ ngày 23 tháng 7 năm 2020
- Lê Khánh Hải - chuyển công tác từ ngày 08 tháng 10 năm 2020
- Đặng Thị Bích Liên - nghỉ hưu từ ngày 01 tháng 11 năm 2018
- Vương Duy Biên - nghỉ hưu từ ngày 01 tháng 9 năm 2018
- Huỳnh Vĩnh Ái - nghỉ hưu từ ngày 01 tháng 12 năm 2017
- Lê Tiến Thọ - nghỉ hưu từ ngày 01 tháng 6 năm 2011
- Trần Chiến Thắng
- Nguyễn Danh Thái - nghỉ hưu từ ngày 01 tháng 7 năm 2010
- Nguyễn Trọng Hỷ
- Phan Khắc Hải
- Hồ Anh Tuấn
- Vi Trọng Toán
- Lưu Trần Tiêu
- Đinh Quang Ngữ
- Đình Quang
- Lê Thành Công
- Nguyễn Trung Kiên
- Phan Hiền
- Mai Vy
- Cù Huy Cận
- Nguyễn Đức Quỳ
- Nông Quốc Chấn
- Hà Huy Giáp
- Lê Liêm